# Сіма Самі Бахус
Сіма Самі Бахус (араб. سيما سامي بحوث; нар. 26 червня 1956) — йорданська дипломатка й захисниця прав жінок, виконавча директорка ООН-Жінки. Була послом Йорданії в ООН у 2016—2021 роках, а також помічницею генерального секретаря Ліги арабських держав у Єгипті.

## Біографія та кар'єра
Сіма Самі Бахус народилася в Йорданії в червні 1956 року. Здобула ступінь бакалавра англійської літератури в Йорданському університеті, ступінь магістра літератури та драматургії в Ессекському університеті та ступінь доктора філософії з масових комунікацій і розвитку в Університеті Індіани. Бахус вільно володіє арабською та англійською мовами.
У 1995—1995 роках Бахус очолювала комунікаційний відділ ЮНІСЕФ в Аммані, столиці Йорданії. У 1996—1997 роках була радницею з розвитку у Всесвітній організації охорони здоров'я у Сані, Ємен.
Після цього повернулася до Йорданії та з 1998 до 2001 року працювала виконавчою директоркою фондів йорданського короля Хусейна бін Талала та Нур аль-Хусейн. З 2001 до 2003 року Бахус була головою медіа та комунікації в Королівському хашимітському суді Йорданії, а у 2003—2005 роках — радницею короля Йорданії Абдалли II. З 2005 до 2008 року очолювала Вищу медійну раду Йорданії.

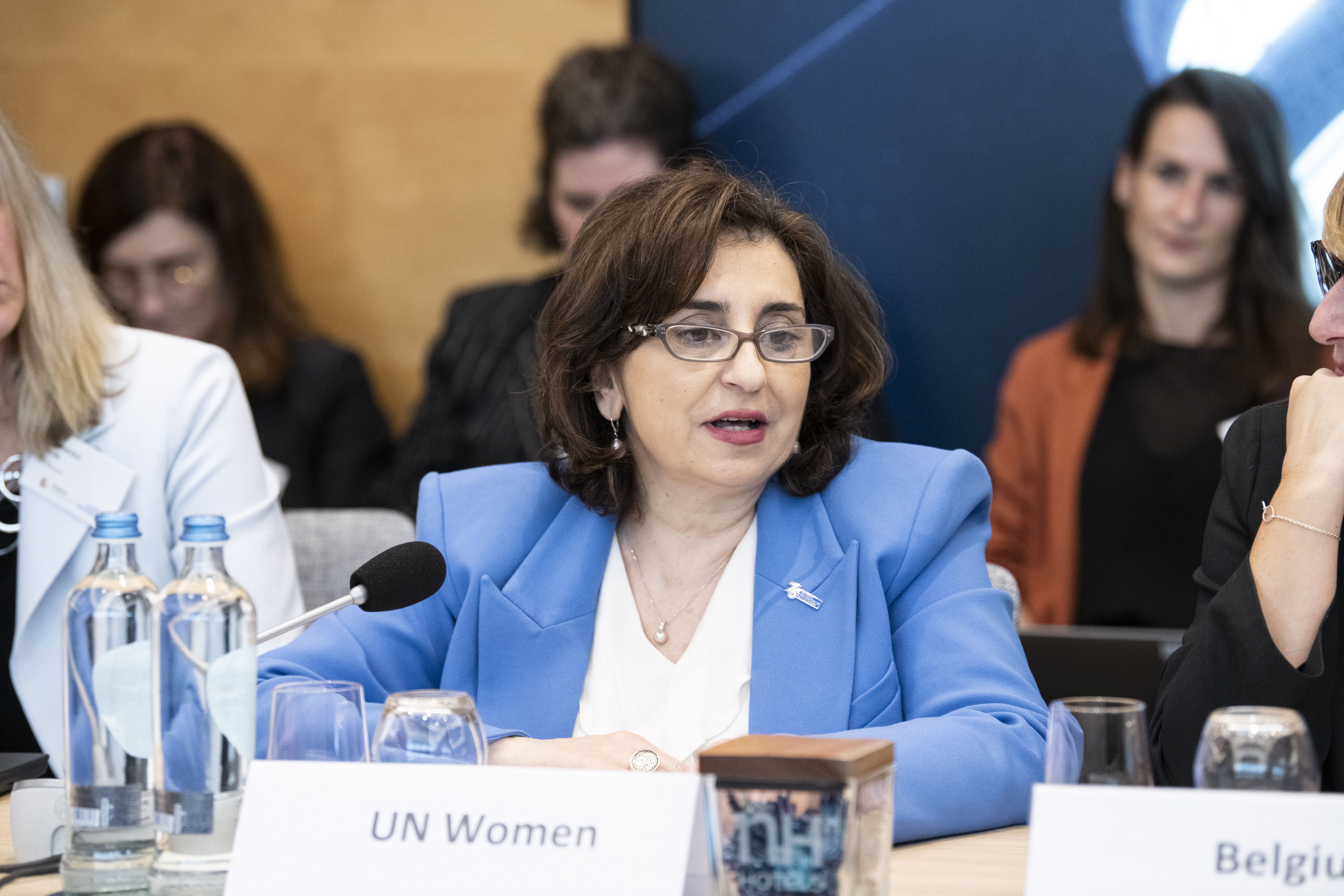
Сіма Самі Бахус на 4-му круглому столі провідних фінансових партнерів ООН-Жінки в Брюсселі, Бельгія.

У 2008—2012 роках Бахус працювала помічницею генерального секретаря Ліги арабських держав у Каїрі, Єгипет. На цій посаді вона керувала низкою департаментів Ліги арабських держав. З 2012 до 2016 року була помічницею Генерального секретаря Програми розвитку ООН (ПРООН) та адміністраторкою й директоркою регіонального бюро ПРООН для арабських держав. На цій посаді Бахус очолювала 18 програмних офісів ПРООН в арабському регіоні.
2016 року була призначена постійною представницею Йорданії при ООН у Нью-Йорку.
2021 року король Йорданії Абдалла II нагородив Сіму Самі Бахус орденом Сторіччя держави на знак вдячності за заслуги перед Йорданією[джерело?].
30 вересня 2021 року Бахус стала третьою виконавчою директоркою ООН-Жінки. Генеральний секретар ООН назвав її «чемпіонкою серед жінок і дівчат».

## Критика і сприйняття
Коли Бахус очолювала «ООН-Жінки», і її, і організацію критикували за висловлення про вплив війни на палестинських жінок, та одночасне замовчування сексуального та гендерно зумовленого насильства, яке бойовики Хамас вчинили 7 жовтня проти ізраїльських жінок і неповнолітніх дівчат. Організацію під її керівництвом також критикували за надто пізню реакцію.
Як повідомляла The New York Times, постійний представник Ізраїлю при ООН Гілад Ердан заявив, що він надіслав Бахус два листи щодо використання зґвалтувань бойовиками Хамас, додавши фотографії тіл жертв. Ердан сказав: «Я не отримав жодної відповіді. Навіть „Ми отримали ваш лист“». Міністр закордонних справ Ізраїлю Елі Коен закликав Бахус піти у відставку. Аналіз її публікацій в соцмережі X та публікацій «ООН-Жінки» показав, що серед десятків постів не було жодного засудження Хамас і майже не було публікацій у перший тиждень війни.

Акторка Наталі Портман опублікувала в Instagram допис і закликала людей звертатися до Бахус, вказавши її електронну адресу. Портман написала, звертаючись до Бахус:
«Жіночі організації знехтували своєю роллю та покинули заручників у Газі. Вони повинні зараз зайняти чітку позицію! Жахливі сексуальні злочини, скоєні проти ізраїльських жінок 7 жовтня бойовиками Хамас, є воєнними злочинами та злочинами проти людяності. Відмежуйтеся від цих злочинів. Ви зобов'язані відстоювати права жінок без розрізнення за релігією, расою чи статтю».